# Федосеенко, Светлана Александровна
Светлана Александровна Федосеенко (род. 20 мая 1983) — российская самбистка и дзюдоистка, призёр чемпионатов России, чемпионка и призёр чемпионатов Европы по самбо, мастер спорта России международного класса.

## Спортивные достижения

### Дзюдо
- Чемпионат России по дзюдо 2007 года — ;

### Самбо
- Чемпионат России по самбо среди женщин 2007 года — ;
- Чемпионат России по самбо среди женщин 2008 года — ;
- Чемпионат России по самбо среди женщин 2009 года — ;
- Чемпионат России по самбо среди женщин 2011 года — ;
- Чемпионат России по самбо 2015 года — ;